# 미케 그로슈
미케 그로슈(독일어: Mike Leon Grosch, 1976년 11월 2일~)은 독일의 가수이다.
《독일은 슈퍼스타를 찾습니다》의 세 번째 시즌 준우승자로서 대중들에게 이름을 알렸다.